# Hassan Modarres
Seyyed Hassan Modarres (en persan : سید‌حسن مدرس) est un homme politique et un religieux iranien né vers 1870 et mort le 1er décembre 1937. Il fut, avec Abdolhossein Teymourtash, l'un des membres fondateurs du parti réformiste de l'époque, créé lors de la quatrième assemblée du parlement iranien.
Après avoir étudié la théologie islamique à Ispahan et à Najaf, il devient enseignant dans une madrasa d'Ispahan. C'est à cette occasion qu'il prit le nom Modarres, qui signifie « enseignant ».
Il est désigné en 1910 par la communauté religieuse de Najaf pour être envoyé à Téhéran afin de superviser les lois votées par le parlement iranien et de vérifier qu'elles ne vont pas à l'encontre des règles de la sharia. Il sera lui-même élu au parlement en 1914 en tant que représentant de Téhéran.
Il émigre en 1916 vers l'Irak, la Syrie et la Turquie avec un petit groupe d'hommes politiques et occupe le poste de ministre de la justice dans un cabinet formé en exil par Nezam os-Saltaneh. Après son retour en Iran, il sera à nouveau réélu au parlement plusieurs fois.
Hassan Modarres s'est également opposé à la présence des forces britanniques en Iran, notamment aux accords de 1919 qui avaient pour but de transformer l'Iran en protectorat britannique. Ces accords ne furent finalement pas ratifiés par le parlement.
Il s'est fermement prononcé contre Reza Khan lors du renversement de la dynastie Qajar en 1925. Il a en effet été l'une des cinq personnes, avec Mohammad Mossadegh et Hassan Taghizadeh, à voter contre au parlement.
Quelques années après avoir échappé à une tentative d'assassinat en novembre 1926, il a été expulsé vers Khaf, puis Kashmar, avant d'être tué en prison en 1937. Son jour de martyr (le 10 azar), est appelé en Iran le « jour du parlement ».
Rouhollah Khomeini, qui devait devenir le guide suprême de l'Iran à la suite de la révolution iranienne, a été l'un des étudiants de Modarres. 
Le billet de banque de 100 rials est à l'effigie de Hassan Modarres.

## Sources
- Article sur Modarres dans l'Encyclopédie persane.
- Mohammad Taghi Bahar, Tārikh-e Mokhtasar-e Ahzāb-e Siāsi-e Irān (Courte histoire des partis politiques en Iran), Amirkabir, 1978.
- Yadegari, Amir Hossein (November 2005). "Siāsatmadār-e Dindār", Hamshahri-e Māh, Ābān 1384 A.P., p. 4.